# هنري سيمبسون (رجل أعمال)
هنري سيمبسون (بالإنجليزية: Henry Simpson)‏ هو مالك سفن ‏ وربان السفينة وشخصية أعمال أسترالي، ولد في 1815، وتوفي في 26 أبريل 1884.